# Colli PL 2C Aerauto
L'Aerauto PL C o Colli PL 2C "Aerauto era un veicolo ibrido, definito anche come auto volante, ovvero un piccolo aereo da turismo con ali ripiegabili, costruito per essere in grado di percorrere anche brevi tratti stradali, surrogando le funzionalità di un'autovettura.

## Storia del progetto
Progettato nel 1946 dall'ing. Luigi Pellarini, con la collaborazione dell'Ing. Amilcare Porro, venne realizzato dalla "Carrozzeria Colli" di Milano e presentato alla stampa nell'agosto del 1946.
La "Carrozzeria Colli" prevedeva di metterlo in vendita al prezzo di 500.000 lire, proponendosi di risolvere in quel modo la difficoltà di spostamenti, nell'Italia del dopoguerra.
Sia l'azienda costruttrice che il progettista investirono ingenti risorse per lo sviluppo e la regolarizzazione del velivolo.
Nel corso degli anni seguenti, l'originario progetto venne sviluppato dando origine alla seconda e più evoluta versione, la Aerauto PL 3C, sempre dotata di motore Walter Mikron, ma con potenza aumentata a 80 CV.
Incoraggiato dal collaudo positivo del prototipo, Pellarini creò una società, la Aernova, e si ingegnò per trasmettere i risultati delle prove precedenti sull'"Aer 1", che si differenziava dalle precedenti Aerauto per l'ala alta a gabbiano, il carrello fisso con ruota anteriore carenata e il motore Continental.
La successiva evoluzione dell'"Aerauto" fu la "PL 5C", che vide la luce nel 1949, grazie alla collaborazione finanziaria di un gruppo di industriali, riuniti nella nuova "Aerauto SpA". Quest'ultima versione dell'ibrido auto-velivolo venne costruito sempre dalla carrozzeria Colli, ma nei più ampi locali degli stabilimenti Magni Aviazione a Taliedo.
La "PL C5" era dotata di un motore boxer quadricilindrico Continental da 125 CV. Con una lunghezza di 6,30 m e un'apertura alare di 9,80 m, poteva raggiungere le velocità di crociera di 160 km/h in aria e di 70 km/h su strada, disponendo dell'autonomia di volo di circa 600 km.

## Tecnica
Il velivolo era costruito interamente in metallo ed era dotato di ali ripiegabili che ne riducevano la larghezza a soli due metri, consentendo l'eventuale ricovero in una normale autorimessa. Inoltre, sfruttando la spinta dell'elica, era in grado di muoversi sulle strade per brevi percorrenze.
Spinto da un propulsore Walter Mikron della potenza di 60CV, sistemato posteriormente alla carlinga, il "PL C2" era un aereo/auto biposto in grado di raggiungere la velocità di 190 km/h, con consumi paragonabili a quelli di un'automobile.

## Impiego operativo
Dopo aver superato con successo i previsti collaudi con il pilotaggio dell'ing. Vaghi, l'Aerauto fu immatricolata I-AUTO, e tra il 25 dicembre 1949 e i primi giorni del 1950, compì un giro dimostrativo in molte città italiane: un vero e proprio "Giro d'Italia" di 4 000 km, di cui 1 800 in volo, sponsorizzato dalla "Millefiori Cucchi", casa produttrice dell'omonimo liquore.
Pilotata da Leonardo Bonzi e Maner Lualdi, l'Aerauto atterrava nelle zone periferiche e raggiungeva i centri città dopo aver ripiegato le ali, dimostrando a tutti le potenzialità di poter fungere da vera "Aerauto", metà aereo e metà automobile.
Dei due esemplari costruiti uno venne demolito, e l'altro rimase molti anni abbandonato in un hangar all'aeroporto di Bresso, finché non venne distrutto da un incendio negli anni settanta.

## Versioni
- Aer 1
- Aerauto PL 3C
- Aerauto PL 5C

### Militari
Anche se la fase prototipale aveva ormai raggiunto le fasi conclusive, il progetto Aerauto venne sospeso per essere definitivamente abbandonato nel 1953, dopo la rinuncia dell'Esercito Italiano che, in un primo tempo, aveva mostrato interesse al prototipo, alimentando le speranze del costruttore almeno per una fornitura militare. La società si sciolse e Pellarini, amareggiato per l'insuccesso, si trasferì in Australia.

### Civili
Nonostante le dimostrazioni, il velivolo non ebbe il seguito sperato: l'impossibilità di poter venire immatricolata come automobile per l'assenza della retromarcia e delle luci di posizione regolamentari, rappresentò un ostacolo insormontabile alla sua industrializzazione.

## Cultura di massa
Il forte clamore mediatico, suscitato dalle prove dimostrative e dai giornali, portò alla "Carrozzeria Colli", già nota per le pregevoli trasformazioni di autovetture Alfa Romeo e Fiat, una forte notorietà che contribuì non poco a far incrementare le vendite dei suoi prodotti.